# Prima Divisione Campania 1941-1942
La Prima Divisione fu il massimo campionato regionale di calcio disputato in Italia nella stagione 1941-1942.
La Prima Divisione fu organizzata e gestita dai Direttori Regionali di Zona.
Il campionato giocato nella Campania fu organizzato e gestito dal Direttorio XIII Zona (Campania).
Al campionato di Prima Divisione 1941-42 della Campania parteciparono 8 squadre (4 in meno rispetto alla stagione precedente quando erano 12). 
Oltre a U.S.F. Scafatese (A) e U.S. Casertana (promosse in C) e alla Sangiovannese (ritiratasi dopo 5 giornate di campionato) mancavano anche la U.S. Gladiator di Santa Maria Capua Vetere (seconda classificata), la GIL Maddalonese (quinta), la ILVA Bagnolese (B) (sesta), la GIL Sorrento (ottava) e la U.S. Cavese "Giovanni Berta" (B). Tra queste, ILVA Bagnolese e Cavese, rientreranno nei ranghi la stagione successiva. 
Le squadre riconfermate erano 4: U.S. Avellino, G.S. Baratta Battipaglia (B), Napoli (C), U.S. Salernitana Fascista (B). 4 i nuovi ingressi: G.I.L. Acerra, G.U.F. Benevento, U.S. Savoia (B), U.S.F. Scafatese (B).
Il campionato ebbe inizio il 7 dicembre 1941.

## Girone unico

### Squadre partecipanti (girone unico)
| Club                             | Città                 | Stadio o Campo Sportivo           | Stagione precedente |
| -------------------------------- | --------------------- | --------------------------------- | ------------------- |
| G.I.L. Acerra                    | Acerra (NA)           |                                   |                     |
| U.S. Avellino                    | Avellino              | Campo di Piazza d'Armi (Avellino) |                     |
| G.S. Baratta (B = riserve)       | Battipaglia (SA)      |                                   |                     |
| G.U.F. Benevento                 | Benevento             | Stadio Gennaro Meomartini         |                     |
| A.C. Napoli (C = allievi)        | Napoli                |                                   |                     |
| U.S.F. Salernitana (B = riserve) | Salerno               |                                   |                     |
| U.S. Savoia (B = riserve)        | Torre Annunziata (NA) | Campo Formisano                   |                     |
| U.S.F. Scafatese (B = riserve)   | Scafati (SA)          |                                   |                     |

### Classifica finale
|  | Pos. | Squadra               | Pt | G  | V | N | P | GF | GS | QR    |
|  | ---- | --------------------- | -- | -- | - | - | - | -- | -- | ----- |
|  | 1.   | Napoli C              | 21 | 14 |   |   |   |    |    |       |
|  | 2.   | GIL Acerra            | 20 | 14 |   |   |   |    |    |       |
|  | 3.   | Baratta Battipaglia B | 18 | 14 |   |   |   |    |    | ?,??? |
|  | 4.   | Benevento             | 18 | 14 |   |   |   |    |    | ?,??? |
|  | 5.   | Salernitana B (-1)    | 16 | 14 |   |   |   |    |    |       |
|  | 6.   | Avellino              | 7  | 13 |   |   |   |    |    |       |
|  | 7.   | Savoia B (-1)         | 5  | 14 |   |   |   |    |    |       |
|  | 8.   | Scafatese B (-1)      | 0  | 13 |   |   |   |    |    |       |
|  |      |                       |    |    |   |   |   |    |    |       |

Legenda:
      Campione campano di Prima Divisione 1941-1942.
Regolamento:
Due punti a vittoria, uno a pareggio, zero a sconfitta.
Note:
Savoia B, Scafatese B e  Salernitana B hanno scontato 1 punto di penalizzazione in classifica per una rinuncia.
L’Acerra rinuncia alla promozione e si scioglie.

### Calendario
| Andata (1ª) | Andata (1ª) | Prima giornata       | Ritorno (8ª) | Ritorno (8ª) |
|             |             |                      |              |              |
| 7 dic.      | 3-1         | Napoli-Salernitana   | _-_          | 1º feb.      |
| 7 dic.      | 1-0         | Acerra-Avellino      | _-_          | 1º feb.      |
| 7 dic.      | _-_         | Scafatese- Benevento | _-_          | 1º feb.      |
| 7 dic.      | _-_         | Baratta-Savoia       | 2-0          | 1º feb.      |

| Andata (2ª) | Andata (2ª) | Seconda giornata      | Ritorno (9ª) | Ritorno (9ª) |
|             |             |                       |              |              |
| 14 dic.     | _-_         | Salernitana-Scafatese | _-_          | 8 feb.       |
| 14 dic.     | _-_         | Savoia-Napoli         | 0-8          | 8 feb.       |
| 14 dic.     | 4-1         | Benevento-Acerra      | 0-2          | 8 feb.       |
| 14 dic.     | 1-0         | Avellino-Baratta      | 0-4          | 8 feb.       |

| Andata (3ª) | Andata (3ª) | Terza giornata     | Ritorno (10ª) | Ritorno (10ª) |
|             |             |                    |               |               |
| 21 dic.     | 3-1         | Napoli-Scafatese   | _-_           | 15 feb.       |
| 21 dic.     | 4-2         | Baratta-Benevento  | 1-2           | 15 feb.       |
| 21 dic.     | 2-0         | Avellino-Savoia    | 0-2           | 15 feb.       |
| 25 gen.     | _-_         | Acerra-Salernitana | 2-2           | 15 feb.       |

| Andata (4ª) | Andata (4ª) | Quarta giornata     | Ritorno (11ª) | Ritorno (11ª) |
|             |             |                     |               |               |
| 28 dic.     | 4-2         | Salernitana-Baratta | _-_           | 22 feb.       |
| 28 dic.     | 2-1         | Acerra-Napoli       | 0-1           | 22 feb.       |
| 28 dic.     | _-_         | Scafatese-Savoia    | 1-1           | 22 feb.       |
| 28 dic.     | 2-1         | Benevento-Avellino  | _-_           | 22 feb.       |

| Andata (5ª) | Andata (5ª) | Quinta giornata      | Ritorno (12ª) | Ritorno (12ª) |
|             |             |                      |               |               |
| 4 gen.      | 0-0         | Avellino-Salernitana | 1-3           | 1º mar.       |
| 4 gen.      | 2-1         | Napoli-Baratta       | 1-1           | 1º mar.       |
| 4 gen.      | 1-1         | Scafatese-Acerra     | 1-8           | 1º mar.       |
| 4 gen.      | 1-2         | Savoia- Benevento    | 1-6           | 1º mar.       |

| Andata (6ª) | Andata (6ª) | Sesta giornata        | Ritorno (13ª) | Ritorno (13ª) |
|             |             |                       |               |               |
| 11 gen.     | _-_         | Salernitana-Benevento | 0-2           | 8 mar.        |
| 11 gen.     | 0-1         | Napoli-Avellino       | 2-0           | 8 mar.        |
| 11 gen.     | _-_         | Scafatese-Baratta     | 1-8           | 8 mar.        |
| 11 gen.     | _-_         | Acerra-Savoia         | _-_           | 8 mar.        |

| \| Andata (7ª) \| Andata (7ª) \| Settima giornata \| Ritorno (14ª) \| Ritorno (14ª) \| \| \| \| \| \| \| \| 18 gen. \| 0-1 \| Savoia-Salernitana \| 1-5 \| 15 mar. \| \| 18 gen. \| 1-0 \| Baratta-Acerra \| 1-3 \| 15 mar. \| \| 18 gen. \| _-_ \| Benevento-Napoli \| 0-7 \| 15 mar. \| \| 18 gen. \| 2-0 \| [1] Avellino-Scafatese \| _-_ \| 15 mar. \| |             |                    |               |               |
| Andata (7ª) | Andata (7ª) | Settima giornata   | Ritorno (14ª) | Ritorno (14ª) |
| |             |                    |               |               |
| 18 gen. | 0-1         | Savoia-Salernitana | 1-5           | 15 mar.       |
| 18 gen. | 1-0         | Baratta-Acerra     | 1-3           | 15 mar.       |
| 18 gen. | _-_         | Benevento-Napoli   | 0-7           | 15 mar.       |
| 18 gen. | 2-0         | Avellino-Scafatese | _-_           | 15 mar.       |

### Giornali
- Archivio della Gazzetta dello Sport, stagione 1941-1942, consultabile presso le Biblioteche:
  - Biblioteca Nazionale Braidense di Milano;
  - Biblioteca Nazionale Centrale di Firenze;
  - Biblioteca Nazionale Centrale di Roma;
  - Biblioteca Civica Berio di Genova;
  - e presso Emeroteca del C.O.N.I. di Roma (non è online ma è da consultare in sede).